# Assaigs

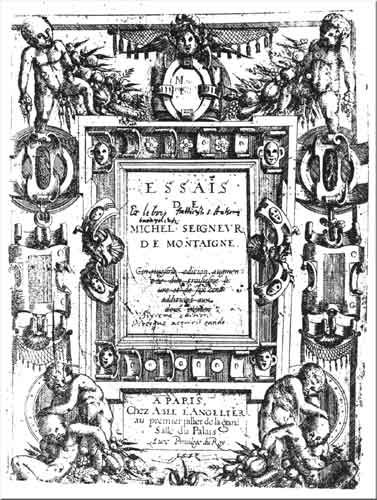
Portada de l'edició parisenca dels Assaigs

Assaigs (en francès: Essais) és el títol d'una col·lecció de 107 assaigs escrits per Michel de Montaigne entre el 1572 fins a la seva mort, el 1592. L'obra, que va ser pionera i va donar nom al gènere assagístic, ha tingut una gran influència a la cultura occidental. Versa sobre temes variats des d'un punt de vista subjectiu i personal sense seguir un ordre preestablert. És considerada com l'obra culminant de l'humanisme francès i una obra cabdal del pensament europeu.
Els llibres I i II dels Assaigs es van publicar per primer cop a Bordeus el 1580, als quals va afegir un tercer llibre per a l'edició parisenca de 1588. Als anys següents Montaigne va continuar escrivint textes per als Assaigs, un treball que no veuria la llum fins a l'edició pòstuma de 1595.

## Estil
Els Assaigs estan escrits de manera aparentment desordenada: canvia contínuament de tema i passa d'una idea a una altra en imitació del mateix pensament humà, donant al llibre un to de conversa. Aquest estil pot tenir origen en la manera en què el mateix Montaigne va escriure els assaigs, dictant els seus pensaments en veu alta a un secretari (n'hi hagué tres). Però l'autor ho presenta voluntàriament d'aquesta forma en preferir una organització didàctica que una prosa embullada o una filigrana poètica. Tal com el mateix Montaigne exposa al seu prefaci:
| «                                 | Si hagués estat la meva intenció de cercar el favor de la gent, m'hauria embellit amb guarniments prestats. Però el meu desig aquí és ser vist tal com sóc en la forma més genuïna, fàcil i simple, sense estudis ni artificis, ja que és a mi mateix que em represento: els meus defectes han de ser vistos aquí com ho serien en la vida real. | » |
| — Montaigne, De l'autor al lector | |   |

Montaigne se serveix de la seva habilitat retòrica per a implicar el lector, atraient la seva atenció amb una exposició sincera i planera. L'autor reïx a fer l'obra accessible introduint-hi anècdotes, vivències personals i alienes, històries èpiques o passatges exemplars, donant-hi un enfocament educatiu. Els Assaigs cultiven alhora el gènere literari i el didàctic.
Els Assaigs també inclouen nombroses cites d'autors clàssics, en especial Plutarc i Sèneca. Les cites, tant en vers com en prosa, es presenten sempre en la llengua original (sobretot llatí i grec, però també en francès i italià). Tanmateix, Montaigne no presenta les màximes dels clàssics com una autoritat conclusiva, sinó per complementar les seves pròpies idees i com un element més de reflexió.

## Contingut
Els assaigs tracten una gran varietat de temes sense una estructura predefinida: Montaigne passa de tractar dels caníbals (I, 31) als mandats divins (I, 32), o de les olors (I, 60) a les oracions (I, 61).
Així com són diferents en temàtica, també difereixen molt en llargària: els més curts (especialment al Llibre I) són poc més que breus apunts de lectura, mentre que d'altres són elaborades disquisicions filosòfiques d'inspiració estoica (Per què filosofar és aprendre a morir - I, 20) o escèptica (Apologia de Ramon Sibiuda - II, 12).
Montaigne no dubta a introduir vivències personals quan tenen relació amb el tema a què fa referència l'assaig: així, parla del mal que li provoquen les pedres que tenia als ronyons, de la seva infància solitària amb el seu pare que el feia parlar només en llatí, de la mort en una plaga del seu gran amic Étienne de La Boétie, o de les seves amistats amb la monarquia francesa (Enric III, Caterina de Mèdici i Enric de Navarra n'eren amics personals).
Els escrits de Montaigne també reflecteixen la preocupació per la política contemporània, especialment en relació amb les guerres civils entre catòlics i protestants que s'estaven disputant. Alguns autors han vist en la seva descripció de la situació política una primera crítica a l'antic règim feudal francès, precursora dels temes principals de la Il·lustració i anticipant-se a autors com Voltaire i Diderot.
Alguns dels temes més polèmics els introdueix amb un títol aparentment inofensiu. Així, Costums de l'illa de Ceos (II, 3) versa sobre la legitimitat del suïcidi, De la semblança entre fills i pares és una crítica als metges, o De les carrosses (III, 6) denuncia les barbàries comeses pels conqueridors del Nou Món.

## Edicions

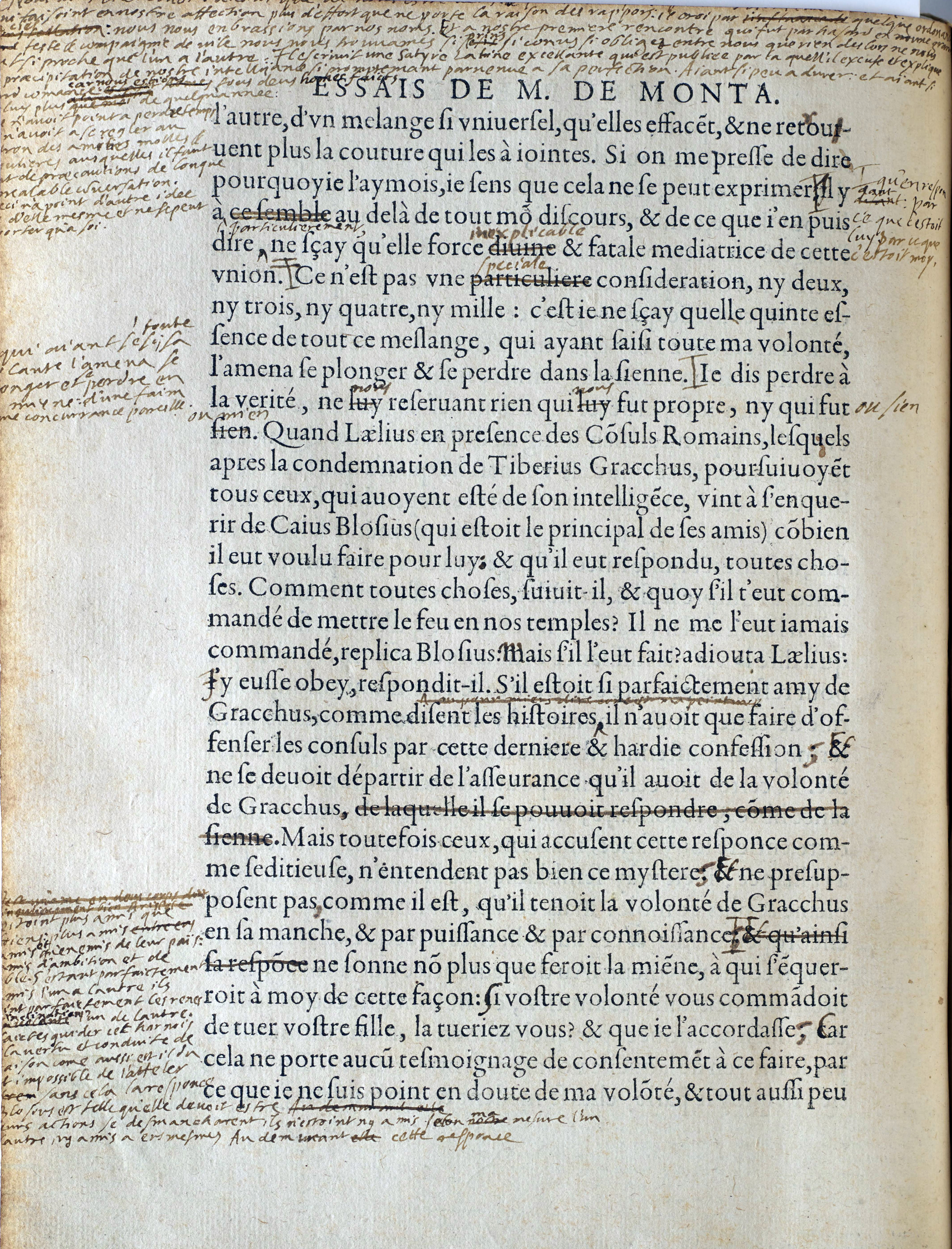
Pàgina manuscrita de l'exemplar de Bordeus

La primera edició dels Assaigs va ser publicada a Bordeus el 1580, integrada pels llibres I i II. El 1588, es va publicar a París una nova edició que incloïa també el tercer llibre, a més de corregir i ampliar-ne els dos primers.
L'autor va continuar fent addicions i correccions a la seva obra, que anotava a mà en un exemplar de l'edició de 1588. Aquest llibre anotat, conegut com l'exemplar de Bordeus, es conserva a la biblioteca municipal de la ciutat.
Montaigne es va morir el 1592, però el 1595 la seva filla adoptiva Marie de Gournay va publicar-ne una nova versió. Aquesta edició, que va servir a partir d'aleshores com a base per a la reproducció del text, no incorporava fidelment totes les anotacions manuscrites de l'exemplar de Bordeus.
L'any 1906, Fortunat Strowski, amb la col·laboració de François Gebelin, Pierre Villey i Grace Norton, va presentar una nova edició incorporant els textos manuscrits de Bordeus, que fins avui es considerava la versió definitiva. Antoine Compagnon assenyala que, als darrers anys, la crítica ha considerat de manera gairebé unànime que l'exemplar de Bordeus no seria més que una mena d'esborrany de treball, i que Marie de Gournay, finalment reivindicada com a la més fidel editora dels Assaigs, hauria partit d'un altre exemplar, avui perdut, que contindria les anotacions definitives -o, si més no, les últimes- de Montaigne. Així doncs, l'edició de 1595 s'hauria de considerar com a la veritablement definitiva.

### Traduccions al català
La traducció al català més antiga és de Nicolau Maria Rubió i Tudurí, que només va poder publicar els assaigs fins al XXVII del primer llibre, en dos volums el 1930 i 1935, abans que l'obra quedés aturada per l'esclat de la Guerra Civil espanyola.
El 1982 es va publicar l'Apologia de Ramon Sibiuda, un dels Assaigs que s’ha publicat freqüentment com obra independent, traduïda per Jaume Casals. El 1984 la col·lecció «Les millors obres de la literatura universal» va publicar el tercer llibre dels Assaigs, traduït per Antoni-Lluc Ferrer.
El 1992 Vicent Alonso va publicar una selecció dels Assaigs prologada per Joan Fuster. Entre entre 2006 i 2008 va publicar la primera traducció completa de l'obra en català.